# Mike Maignan
Mike Peterson Maignan (n. 3 iulie 1995, Cayenne, Guyana Franceză, Franța) este un fotbalist profesionist francez care joacă pe postul de portar la clubul din Serie A, AC Milan și la echipa națională a Franței. Considerat unul dintre cei mai buni portari din lume, este cunoscut pentru reflexele, distribuția și calitățile sale de conducere.
Maignan a venit prin echipele de tineret de la Paris Saint-Germain, a fost rezervă nefolosită de mai multe ori. În 2015, s-a alăturat lui Lille pentru 1 milion de euro și a devenit prima lor alegere în 2017. A fost votat portarul anului din Ligue 1 în 2018–19 și a câștigat campionatul în 2020–21. Apoi s-a mutat la AC Milan pentru o sumă de 15 milioane de euro, câștigând Serie A în primul său sezon și făcând parte din echipa sezonului.
După 37 de selecții pentru Franța la nivel de tineret, Maignan și-a făcut debutul internațional la seniori în 2020. A făcut parte din lotul Franței pentru UEFA Euro 2020.

## Primii ani
Maignan s-a născut în Cayenne, Guyana Franceză, dintr-o mamă haitiană și un tată din Guadelupa.

## Cariera de club

### Paris Saint-Germain
Maignan a jucat la categoriile inferioare ale lui Paris Saint-Germain înainte de a fi promovat în 2013 la prima echipă. A participat la UEFA Youth League 2013–14 în care echipa sa a ajuns în sferturile de finală, fiind eliminată de Real Madrid.
În iunie 2013, Maignan a semnat primul său contract profesionist, de trei ani. Pe 18 decembrie, a făcut parte din lot pentru prima dată, stând pe banca lui Nicolas Douchez într-o victorie cu 2-1 în fața lui Saint-Étienne în optimile de finală ale Coupe de la Ligue. Pe 19 ianuarie 2014, a fost inclus într-un meci din Ligue 1 pentru prima dată, rămânând pe banca de rezerve, deoarece Salvatore Sirigu a jucat atunci într-o victorie cu 5-0 în fața lui Nantes pe Parc des Princes.

### Lille

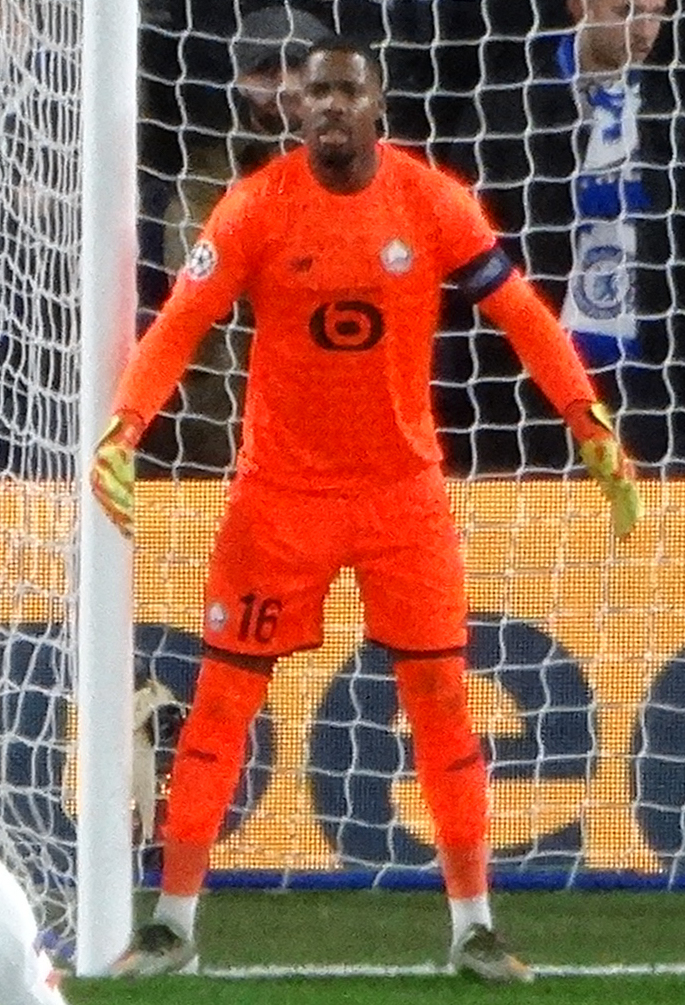
Maignan a jucat pentru Lille în 2019

În august 2015, Maignan s-a transferat la un alt club din Ligue 1, Lille pentru 1 milion de euro pe un contract de cinci ani. Și-a făcut debutul profesionist pe 18 septembrie, într-o remiză 1-1 la Rennes, ca înlocuitor al lui Yassine Benzia, după ce Vincent Enyeama a fost eliminat în minutul 69. Cu prima atingere, a salvat penalty-ul lui Paul-Georges Ntep; cu toate acestea, cinci minute mai târziu, a primit un gol de la același jucător.
La începutul sezonului 2017-2018, antrenorul Marcelo Bielsa a renunțat la experimentatul Enyeama în favoarea lui Maignan. În al doilea meci al sezonului, o înfrângere cu 3-0 la Strasbourg, a fost eliminat pentru că a aruncat mingea către un adversar, iar atacantul Nicolas de Préville a trebuit să intre în poartă în ultimele minute. În sezonul următor, a fost mereu prezent, deoarece Lille a terminat vicecampioană în urma lui PSG și a fost ales Portarul anului de către Trophées UNFP du football . Recordul său a fost de 30 de goluri primite, 17 meciuri fără gol primit, 233 de salvări și trei penalty-uri salvate.
În 2020–21, Maignan a câștigat titlul din Ligue 1, învingându-și fostul club PSG în ultima zi cu un punct. Maignan a încheiat sezonul cu 21 de meciuri fără gol primit, una mai puțin decât recordul ligii.

### AC Milan

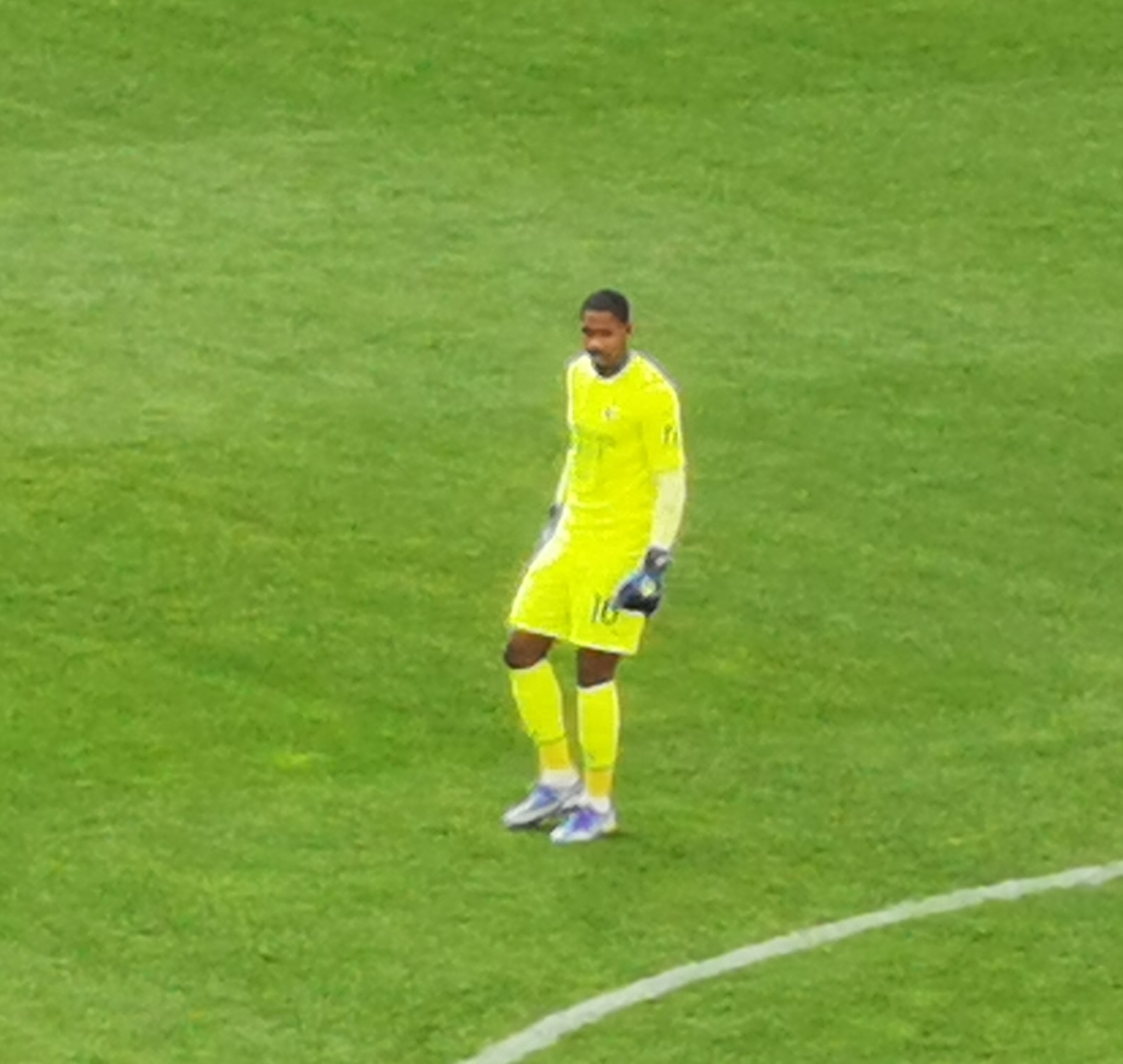
Maignan a jucat pentru Milan în februarie 2022

La 27 mai 2021, Maignan a fost de acord să semneze pentru clubul AC Milan din Serie A pe un contract de cinci ani, în vigoare de la 1 iulie. A sosit pentru o sumă raportată de 15 milioane de euro, în locul lui Gianluigi Donnarumma, plecat la PSG. Și-a făcut debutul pe 23 august, cu o victorie cu 1-0 la Sampdoria.
Pe 19 septembrie, într-un meci de campionat împotriva lui Juventus, Maignan a fost victima unui abuz rasial verbal al unui suporter al lui Juventus; el a răspuns numindu-se „negru și mândru”. Suporterul a fost ulterior identificat și raportat la poliție și expulzat din clubul de fani Juventus Club Castagnaro.
La 13 octombrie 2021, Maignan a suferit o intervenție chirurgicală la rănirea încheieturii mâinii stângi și era de așteptat să nu acționeze timp de zece săptămâni,, dar a revenit pe teren după șase săptămâni. A făcut salvări cruciale împotriva lui Inter, pentru a-și ajuta echipa să câștige un derby restrâns cu 2–1 pe 5 februarie. Opt zile mai târziu, a asistat la golul lui Rafael Leão într-o victorie cu 1-0 împotriva Sampdoriei, fiind prima pasă de gol făcută de un portar a lui AC Milan în Serie A de la Dida în 2006.
Maignan a primit trofeul pentru cel mai bun portar din Serie A înaintea ultimului meci al sezonului din 22 mai 2022. Milan a câștigat meciul cu 3-0 în deplasare cu Sassuolo pentru primul lor titlu de campionat din 2011; a fost cel de-al 17-lea meci fără gol primit din sezon.
La 18 aprilie 2023, a salvat un penalty lansat de către Khvicha Kvaratskhelia în timpul remizei 1–1 în deplasare împotriva lui Napoli în manșa secundă a sfertului de finală din UEFA Champions League 2022–23, care a ajutat echipa sa să se califice în semifinală, câștigând 2–1 la general, pentru prima dată după sezonul 2006-2007.

## Cariera internationala
Maignan a jucat pentru Franța la toate nivelurile de la sub 16 la sub 21. A fost căpitanul echipei sub 17 ani la Campionatul European 2012 din Slovenia. A primit prima convocare la seniori în mai 2019, înaintea calificărilor pentru UEFA Euro 2020 împotriva Turciei și Andorrei și a unui amical cu Bolivia. Și-a făcut debutul pe 7 octombrie 2020 intrând la pauză în locul lui Steve Mandanda într-un amical împotriva Ucrainei, care s-a încheiat cu o victorie cu 7-1 pe Stade de France. În mai 2021, a fost convocat pentru finala Euro 2020 amânată.
Pe 6 iunie 2022, Maignan și-a făcut debutul internațional într-o competiție oficială într-o remiză 1–1 din UEFA Nations League, în deplasare cu Croația, acordând un penalty cu întârziere a lui Andrej Kramarić. Leziunile suferite la gambe din septembrie și octombrie a aceluiași an l-au exclus de la Cupa Mondială FIFA 2022.

## Palmares
Lille
- Ligue 1 : 2020–21[15]

AC Milan
- Serie A : 2021–22[37]

Franța
- UEFA Nations League : 2020–21[38]

Individual
- Portarul anului UNFP Ligue 1 : 2018–19[14]
- Echipa anului din Ligue 1 UNFP: 2018–19[14]
- Cel mai bun portar din Serie A: 2021–22[39]
- Echipa anului din Serie A: 2021–22[40]